# Sòdoma i Gomorra
Sòdoma—també Sodoma— (grec: Σόδομα, llatí: Sŏdŏma) i Gomorra (grec: Γόμορρα, llatí: Gŏmorra) foren dues ciutats de Canaan al sud-est de la mar Morta. Sòdoma era possiblement la capital d'una pentàpolis cananea que agrupava Sòdoma, Gomorra, Admah, Zeboiim i Bela (després Zoar), cadascuna amb el seu propi rei, però confederades.
Aquests reis foren derrotats pels israelites a la vall de Siddim, que sembla que més tard fou coberta per les aigües de la mar Morta. Les primeres dues ciutats són gairebé sempre citades ensems.

## Llegenda

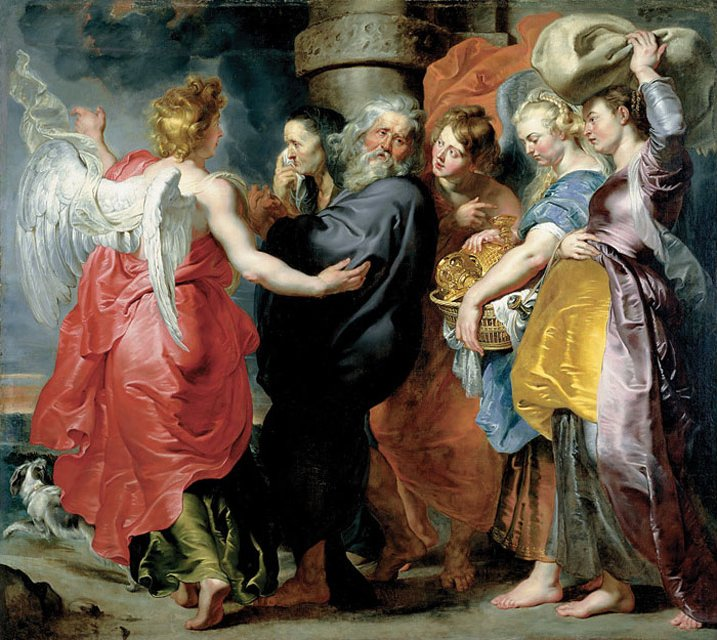
Lot i les seves filles amb Sòdoma cremant a la llunyania (Rubens, vers 1615)

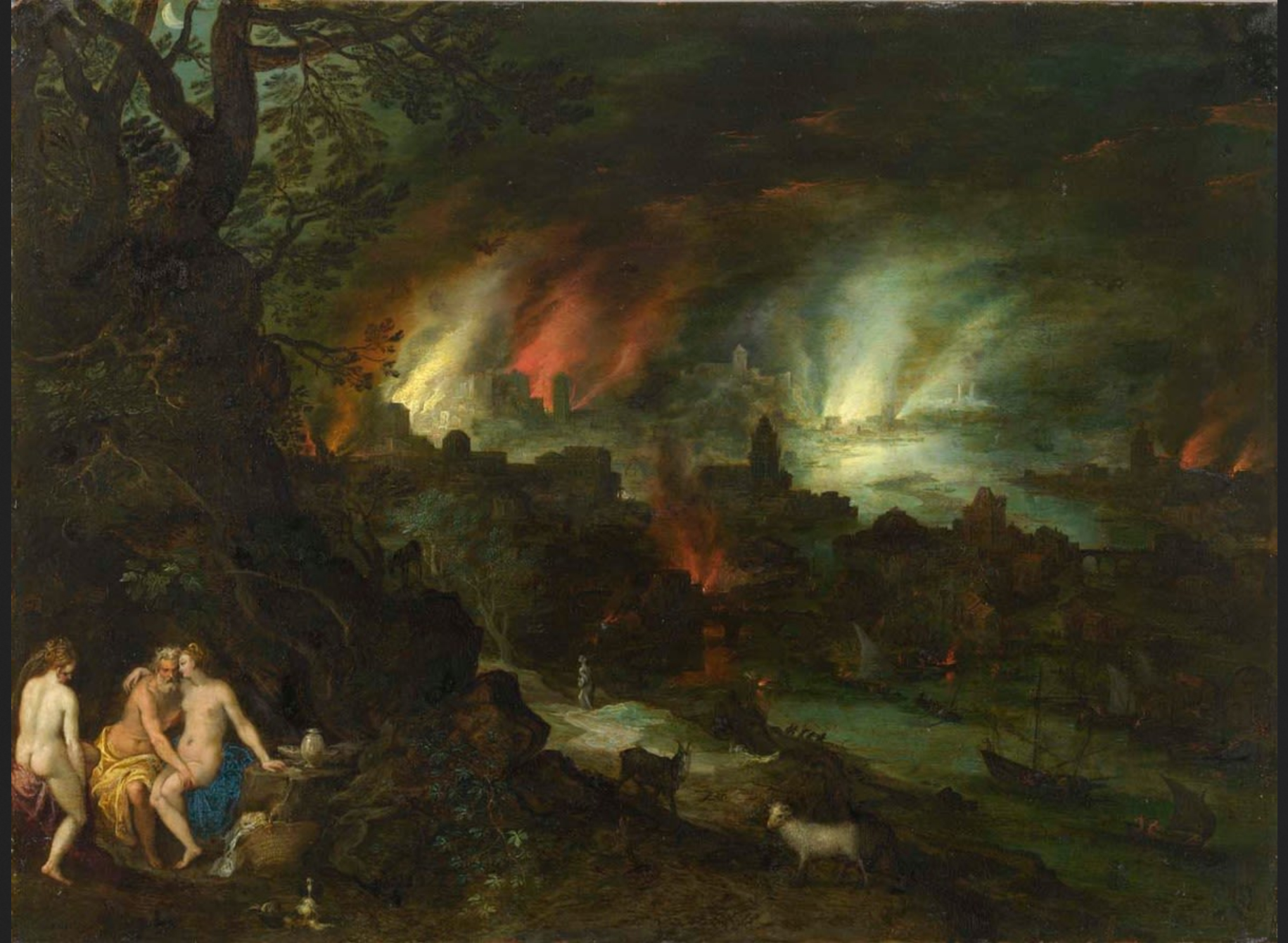
La destrucció de Sòdoma i Gomorra (Jan Brueghel el Vell i Hans Rottenhammer, 1597)

Segons el llibre del Gènesi, Sòdoma i Gomorra eren dues ciutats corruptes que el Déu de la Bíblia va destruir amb una pluja de foc i sofre, com a càstig pel comportament dels seus habitants («vici contra natura»), que considerava la pitjor de les faltes.
Quan Lot, un habitant de Sòdoma, rebia la visita de dos àngels, segons el relat bíblic va passar això: «No s'havien encara retirat a descansar [els àngels], que els homes de la població, la gent de Sòdoma, dels joves als vells, tot el poble sense excepció, assetjaren la casa. Cridaren Lot i li digueren: «On són els homes que han vingut aquest vespre a casa teva? Treu-nos-els perquè n'abusem». Lot va sortir a trobar-los a l'entrada i, tancant la porta darrere seu, els digué: «Per favor, germans meus, no feu aquesta maldat! Escolteu: tinc dues filles que encara no han conegut home. Us les duré perquè els feu el que us sembli; però no em feu res a aquests homes» (Gènesi 19,4-9). La Bíblia esmenta també relacions incestuoses de Lot amb les seves filles, provocades per elles mateixes, que l'haurien emborratxat.
Tot i les súpliques d’Abraham, el déu bíblic només va acceptar de salvar d'entre els habitants de Sòdoma els que considerà com a purs d'esperit: Lot, nebot d'Abraham, la seva dona i les seves filles. Els àngels els manaren que marxessin sense mirar enrere en cap moment, mentre s'inicià la destrucció. Així i tot, la dona de Lot no s'hi va saber resistir i va mirar enrere, i va convertir-se instantàniament en una estàtua de sal. Des de la llunyania, Abraham fou conscient de la destrucció quan va veure com s'alçava una columna de fum.

## Conseqüències

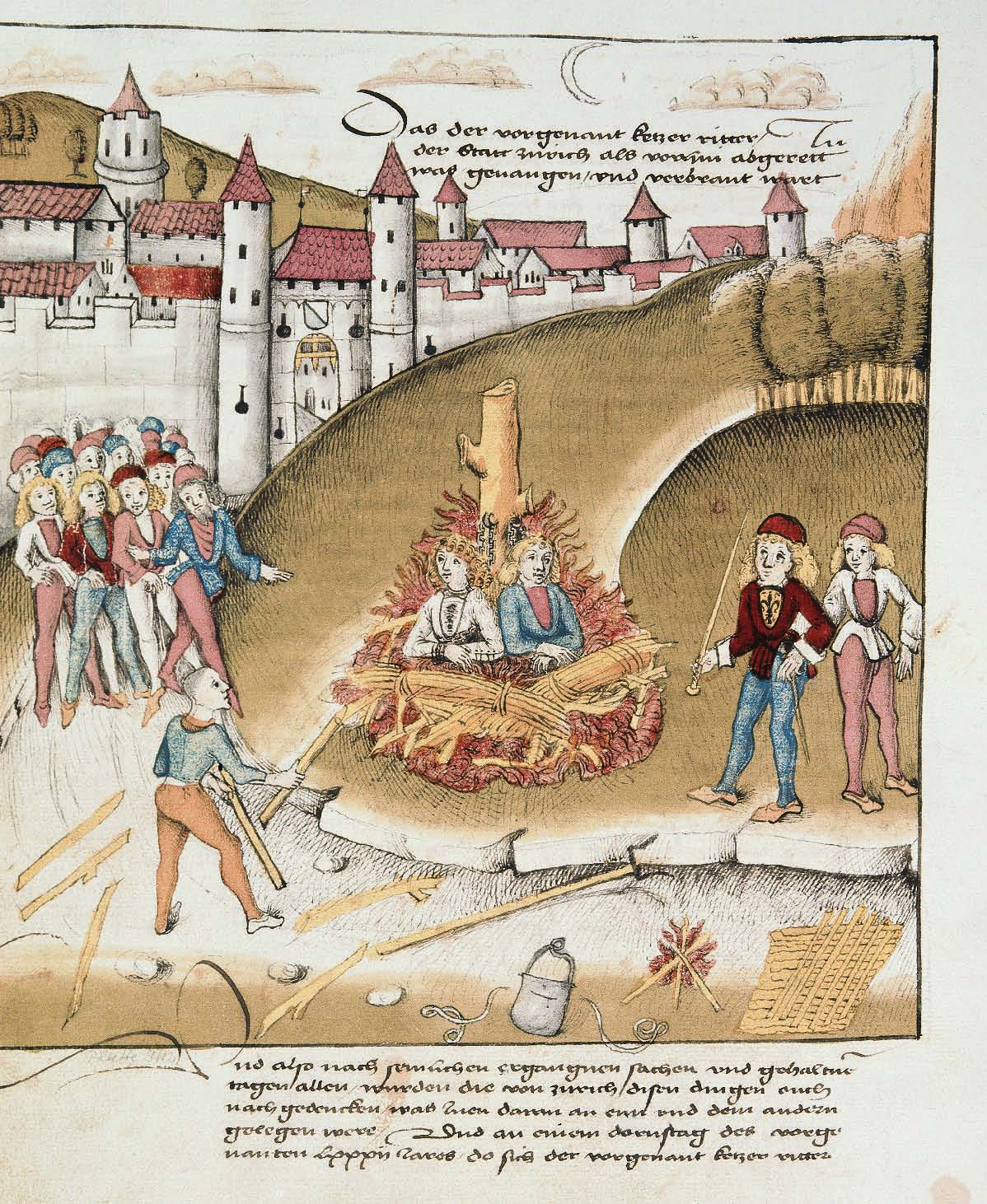
Crema de sodomites a l'any 1482

A la història cristiana s'ha considerat tradicionalment que el «pecat» comès per la població de les ciutats maleïdes era l'homosexualitat i, a partir d'aquest i d'altres fragments bíblics descontextualitzats, s'ha entès aquesta opció sexual com una abominació que calia purificar amb el foc i el sofre per evitar a la societat la mateixa sort que les ciutats bíbliques. El concepte de pur d'esperit, salvat de les flames divines per la seva puresa, pot sorprendre en analitzar el comportament de Lot, que va voler lliurar les seves filles verges, i també el d'aquestes mateixes, que van emborratxar el seu pare per tenir-hi relacions incestuoses. Alguns autors pensen que, contra la interpretació tradicional (tardana), la falta comesa pels sodomites fou la negació de l'hospitalitat als visitants, que en les concepcions de l'època i el territori sí que era considerada una falta molt greu.
Amb tot i això, la interpretació tradicional ha impregnat la cultura i les llengües d'Occident. En el català perviuen els següents mots derivats de la llegenda bíblica:
- sodomia: pràctica del coit anal i, per extensió, homosexualitat masculina o bestialitat.[5]
- sodomita: persona que practica la sodomia; antigament, la paraula es feia servir també per designar els gais.[6]
- sodomític: relatiu o pertanyent a la sodomia.
- sodomitzar: practicar la sodomia.

El 1943, durant la Segona Guerra Mundial les forces aliades van batejar la seva primera operació de guerra total contra el Tercer Reich «Operació Gomorra» a la qual quasi la meitat de la ciutat d'Hamburg va ser destruïda pel foc.